# خانه دولت زاده
خانه دولت زاده مربوط به دوره قاجار است و در کرمان، خیابان شهدای فتح آبادان، کوچه شماره ۱، پلاک ۱۲۰ واقع شده و این اثر در تاریخ ۱۸ آذر ۱۳۸۷ با شمارهٔ ثبت ۲۳۹۰۶ به‌عنوان یکی از آثار ملی ایران به ثبت رسیده است.
این خانه هم اکنون به تالار سنتی تغییر کاربری داده است